# 兰屿车前蕨
兰屿车前蕨（学名：Antrophyum sessilifolium），为车前蕨科车前蕨属下的一个植物种。